# القعقور
القعقور (به عربی: القعقور) یک منطقهٔ مسکونی در لبنان است که در شهرستان المتن واقع شده‌است.
 القعقور   ۹۳۰ متر بالاتر از سطح دریا واقع شده‌است.